# Arborophila brunneopectus

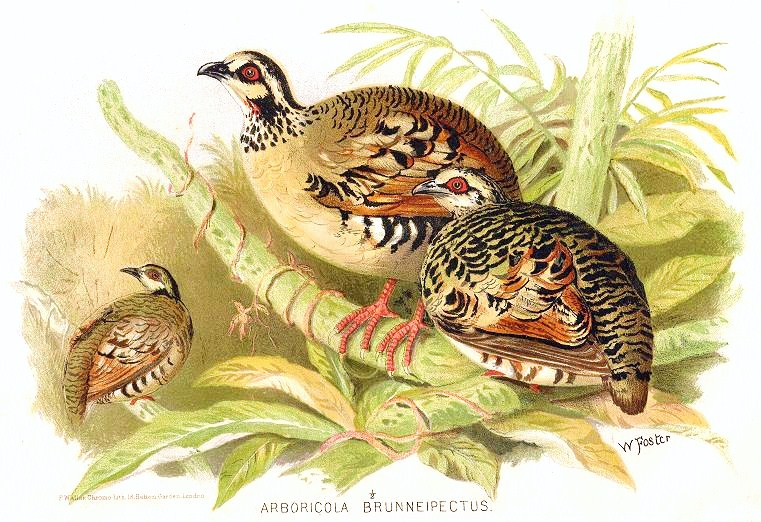
Grabado.

La arborófila pechiparda, también arborófila de pecho pardo, (Arborophila brunneopectus) es una especie de ave galliforme de la familia Phasianidae. Está ampliamente distribuida en Asia, encontrándose en Camboya, China, Birmania, Laos, Tailandia y Vietnam.

## Subespecies
Se han descrito las siguientes subespecies:
- Arborophila brunneopectus brunneopectus
- Arborophila brunneopectus henrici
- Arborophila brunneopectus albigula

## Distribución
A. brunneopectus esta ampliamente distribuida. Se extiende por un área central en la distribución de 22 especies de perdiz de montaña existentes en Camboya, China, Laos, Myanmar, Tailandia y Vietnam en una superficie estimada de 486.000 km².
Se ha informado que A. brunneopectus comparte una relación más estrecha con A. ardens, aunque se desconoce el número de especies intermedias entre A. brunneopectus y A. ardens.
Su hábitat natural son los bosques húmedos de tierras bajas subtropicales o tropicales y los bosques húmedos de montaña subtropicales o tropicales. Se encuentra típicamente a altitudes relativamente bajas, por debajo de los 3000 metros, aunque se ha observado a 5000 metros o más.